# Nérée Tousignant
Pour les articles homonymes, voir Tousignant.
Nérée Tousignant est une série télévisée québécoise en 26 épisodes de 25 minutes en noir et blanc scénarisée par Félix Leclerc et diffusée du 6 avril au 28 septembre 1956 à la Télévision de Radio-Canada.

## Fiche technique
- Scénarisation : Félix Leclerc
- Réalisation : Denys Gagnon et Georges Groulx
- Société de production : Société Radio-Canada

## Distribution
- Guy Godin : Nérée Tousignant
- Fernande Larivière : Mme Boudreau
- Paul Berval : Émilien
- Monique Champagne : Trésor
- Estelle Picard : Ghislaine
- Guy L'Écuyer : Émilien
- Madeleine Touchette : Yvonne
- Jacques Bilodeau : Placide
- René Caron : M. Marceau
- Rolland D'Amour : Charles
- Paul Dupuis : Éloi
- Denise Filiatrault : Mme Fabien
- Michèle Le Hardy : Corina
- Jean-Pierre Masson : John
- Jean-Claude Robillard : Barny Noël
- François Rozet : René de la Tierce
- Albert Cloutier : directeur de la station de radio
- Réjeanne Hamel : Élève
- Vonny Guillaud
- Roland Lepage
- Jean-Louis Paris
- Claude Préfontaine
- Marc Vézina